# Nossa Senhora das Graças
Nossa Senhora das Graças est une municipalité brésilienne située dans l'État du Paraná.